# (2527) Gregory
(2527) Gregory ist ein Asteroid des Hauptgürtels, der am 3. September 1981 vom US-amerikanischen Astronomen Norman G. Thomas an der Anderson Mesa Station des Lowell-Observatoriums (Sternwarten-Code 688) in Coconino County entdeckt wurde.
Der Asteroid wurde nach dem schottischen Mathematiker und Astronomen James Gregory (1638–1675) benannt, der 1670 das nach ihm benannte Gregory-Teleskop entwickelte, welches bis etwa 1800 weit verbreitet war.